# تسوتویواتس
تسوتویواتس (به صربی: Cvetojevac) یک منطقهٔ مسکونی در صربستان است که در Aerodrom واقع شده‌است. تسوتویواتس ۸۴۱ نفر جمعیت دارد.